# 松村満美子
松村 満美子（まつむら まみこ、1939年7月21日 - 2020年8月1日）は、日本の社会福祉活動家・フリーアナウンサー・元NHKアナウンサー。晩年は特定非営利活動法人腎臓サポート協会の理事長を務めており、主にジャーナリスト、評論家として活動していた。

## 来歴・人物
1939年、東京の四谷生まれ。1958年、千葉大学文理学部入学。大学時代は放送部と英語会話部に所属していた。同大学卒業後、1962年NHKにアナウンサーとして入局。1968年、産休中に民放に誘われNHKを退職。その後はフリーのアナウンサーとして活動。2001年、腎臓サポート協会設立の主唱者のひとりとして代表に就任。2005年7月、特定非営利活動法人認可後、理事長に就任。2007年から厚生労働省健康大使に任命。
2020年8月1日、肺癌のため死去。

## 主な出演番組

### NHK時代
- 『生活の知恵』
- 『日曜大学』

### フリーアナウンサー時代
- 『小川宏ショー』（1969年1月 - 1973年6月）
- 『おしゃれ』（1974年4月 - 1976年3月）
- 『満美子とともに』
- 『健康増進時代』
- 『テレビ健康講座』

## 著書
- 『腎不全でもあきらめない』（ミネルヴァ書房）
- 『腎不全を生きて』（ミネルヴァ書房）
- 『新しい女性のための結婚祝辞』（永岡書店）
- 『環境首都フライブルグ』（共著、中央法規出版）